# Héctor Bonilla
Héctor Hermilo Bonilla Rebentun (Tetela de Ocampo, Puebla, 14 de marzo de 1939-Ciudad de México, 25 de noviembre de 2022), conocido como Héctor Bonilla, fue un actor y político mexicano. Decidido a convertirse en actor, se adentro a estudiar actuación en la Escuela Nacional de Teatro del Instituto Nacional de Bellas Artes de México (INBA). Su debut actoral tuvo lugar en 1962 con la película Jóvenes y bellas, algunos de sus trabajos fílmicos más destacados incluyeron cintas como El monasterio de los buitres (1973), El cumpleaños del perro (1975), Meridiano 100 (1977), por la que obtuvo un Premio Ariel a mejor actor en 1975, Matinée (1977), Rojo amanecer (1989), en la que también se desempeñó como productor y por la que recibió su segundo Premio Ariel a mejor actor en 1991, Un padre no tan padre (2016), y Una Navidad no tan padre (2021).
Pero su carrera no solo se daría en el cine, pues en 1967 debutaría para la televisión en la telenovela La casa de las fieras. Partiendo de aquí y centrado en el género telenovelesco, entre sus producciones más importantes de este tipo se incluyen Velo de novia (1971), Extraño en su pueblo (1973), Lo imperdonable (1975), Soledad (1980), La pasión de Isabela (1984), La casa al final de la calle (1989), Señora (1998), Tío Alberto (2000), Mirada de mujer, el regreso (2003), El juramento (2008), Mujer comprada (2009), y Amor cautivo (2012).
Más allá de las películas y las telenovelas, Bonilla también intervino en series de televisión como El Chavo del Ocho (1979), Papá soltero (1987), El César (2017), y El señor de los cielos (2018). Probando otras áreas, realizó trabajos como actor de doblaje en películas como Ratatouille (2007), donde le dio voz al personaje de Django, El Libro de la Selva (2016), donde dio vida al oso Baloo, y Coco (2017), donde dobló a Tío Óscar y Tío Felipe, las tres producciones de Disney.
El teatro también sería una de sus grandes pasiones, teniendo su primer acercamiento a él cuando tenía quince años de edad y era estudiante de la secundaria 15. Luego de esto, realizó teatro universitario mientras estudiaba la preparatoria y una vez entrando a la Facultad de Derecho de la UNAM, se inscribió a Bellas artes para perfeccionarse en el teatro. Entre sus primeras obras teatrales se incluyó Puños de oro, una adaptación al español de la obra Golden boy, la cual presentó en 1962. Dicho por él, las obras más destacadas que realizó incluyen Aquel tiempo de campeones, Mi vida es mi vida, Yo soy mi propia esposa, Realmente un tour de force, y Almacenados. Antes de decidirse por la actuación, durante su etapa universitaria fue jugador de fútbol americano y se desempeñaba como quarterback, pero tuvo que abandonar este deporte debido a algunas lesiones.
Fuera del mundo artístico, ejerció el cargo de diputado de la Asamblea Constituyente de la Ciudad de México desde el 15 de septiembre de 2016, hasta el 31 de enero de 2017.

## Biografía y carrera
Héctor Hermilo Bonilla Rebentun nació el 14 de marzo de 1939 en Ciudad de México, siendo el último de los seis hijos de un médico homeópata nacido en Tetela de Ocampo, Puebla, que se mudaría a la ciudad, donde adicionalmente estudió como maestro de educación física y maestro normalista, además de ser el fundador de la Normal Rural de Ayotzinapa Guerrero, y de su madre, una pedagoga especialista en paidología y técnica de la enseñanza.
Estudió en la Escuela Nacional de Teatro del Instituto Nacional de Bellas Artes de México (INBA). En 1962, debutó en la actuación en la película Jóvenes y bellas (1962). Se casó en 1969 con la actriz Socorro Bonilla, con quien procreó a dos de sus hijos; Leonor y Sergio. Ambos se divorciaron en marzo de 1978. Años más tarde, en 1985 contrajo matrimonio con la actriz Sofía Álvarez, con quien tuvo a su tercer y último hijo, Fernando Bonilla.
Actuó y produjo la película Rojo amanecer (1989) del director Jorge Fons, que representó la «primera ficción cinematográfica de la represión contra los estudiantes el 2 de octubre de 1968 en Tlatelolco». También participó en otros filmes, como El bulto (1991) de Gabriel Retes, y en las novelas Extraño en su pueblo (1973), Pacto de amor (1977), Viviana (1978), Soledad (1980), Vanessa (1982). En teatro, actuó en más de cien obras, como El vestidor, Barnum, Madame butterfly y Almacenados, en la que interpretó el papel de Lino por una década. En este sentido, en noviembre de 2021, recibió un galardón por su trayectoria de más de cincuenta años en la escena mexicana.
Participó en el doblaje al español mexicano de la película animada Ratatouille (2007), donde dio voz al personaje Django. En el documental Porfirio Díaz: 100 años sin patria de Discovery Channel Latin America dio vida al expresidente mexicano. Al respecto de ese papel, dijo que «aquel que tiene carnita para interpretar y Porfirio Díaz es maravilloso, desde el punto de vista actoral».

## Enfermedad y muerte
En 2019 fue diagnosticado con cáncer en su riñón derecho. Su salud comenzó a empeorar en octubre de 2022 debido al padecimiento, y el 25 de noviembre del mismo año, se anunció el fallecimiento de Bonilla a los 83 años, a causa de esta enfermedad. Sus cenizas fueron despedidas en una ceremonia realizada en el Palacio de Bellas Artes.

## Filmografía

### Como director de escena
- Mi marido tiene familia (2017; telenovela)
- Mónica y el profesor (2002; película)
- Te dejaré de amar (1996-1997; telenovela)
- Con toda el alma (1995-1996; telenovela)
- Cuando los hijos se van (1983; telenovela)

### Documentales
- Porfirio Díaz: 100 años sin patria (2015): Porfirio Díaz
- El señor de los cielos 6 (2018): El Rayo

### Doblaje y narración
- En el disco de «Los Grandes Maestros De La Música Clásica» de 1979 narró las obras Pedro y el lobo de Serguéi Prokófiev y el El carnaval de los animales de Camille Saint-Saëns.[17]
- Ratatouille (2007) como Django[12]
- El Libro de la Selva (2016) como el oso Baloo[18]
- Coco (2017) como Tío Óscar y Tío Felipe[19]
- Ana y Bruno (2018) como Dr. Méndez[20]

### Películas
- Jóvenes y bellas (1962)
- Con licencia para matar (1967)
- Patsy, mi amor (1968): Germán
- Tres amigos (1968)
- Pax? (1968)
- Siempre hay una primera vez (1969): Víctor (segmento "Gloria")
- Narda o el verano (1970): Jorge
- Los novios (1971)
- Una vez un hombre (1971)
- El cambio (1971): Alfredo
- El monasterio de los buitres (1973)
- Meridiano 100 (1973)
- Yo amo, tu amas, nosotros... (1975)
- El cumpleaños del perro (1975): Gustavo Ballesteros
- Mina, viento de libertad (1976)
- Matinée (1977): Aquiles
- The Children of Sánchez (1978)
- Bloody Marlene (1979)
- María de mi corazón (1979): Héctor
- Rojo amanecer (1989): Humberto
- La leyenda de una máscara (1991): El Ángel Enmascarado
- El bulto (1991): Alberto
- Serpientes y escaleras (1992): Gregorio Cisneros
- Amor que mata (1992)
- Luces de la noche (1994): Eduardo
- Doble indemnización (1995): Domingo
- Ámbar (1997): Kluski/Classier
- Crónica de un desayuno (2000)
- Una última y nos vamos (2015): Picho
- 7:19 La Hora del Temblor (2016)
- Un padre no tan padre (2016): Don Servando Villegas
- Una Navidad no tan padre (2021): Don Servando Villegas

### Series de televisión
- El Chavo del 8 (1979): "Héctor Bonilla en la vecindad" (dos episodios)
- Papá soltero (1988): Tío Julio Costa (episodio "El cumpleaños de Cesarín")
- Lo que callamos las mujeres (2001): Javier (episodio "La Lola enamorada")
- Vivir así (2002): Un episodio[21]
- El César (2017): Hombre del cigarro
- El señor de los cielos (2018): Arturo López "El Rayo"

### Telenovelas
- La casa de las fieras (1967): Ramiro
- Juventud divino tesoro (1968)
- La gata (1970-1971): Paris
- Velo de novia (1971): Sergio
- El carruaje (1972): Heberto
- Cartas sin destino (1973)
- Los miserables (1973): Gerard
- Extraño en su pueblo (1973-1974): Jaime
- Paloma (1975): Alejandro
- Lo imperdonable (1975-1976): Ernesto
- Pacto de amor (1977-1978): Guillermo
- Viviana (1978-1979): Jorge Armando Moncada
- Soledad (1980-1981): Jesús Sánchez Fuentes
- Vanessa (1982): Luciano Saint Michelle
- La pasión de Isabela (1984-1985): Adolfo Castañedo
- La gloria y el infierno (1986): Miguel Vallarta
- Rosa salvaje (1987-1988): Braulio Covarrubias
- La casa al final de la calle (1989): César Peralta
- Atrapada (1991-1992): Gonzalo Rodríguez
- Señora (1998): Omar Cervantes
- La vida en el espejo (1999-2000): Julio Escandón
- Tío Alberto (2000-2001): Tío Alberto Sotomayor
- Amores, querer con alevosía (2001): Padre Corona
- Agua y aceite (2002): Gerardo
- Mirada de mujer: El regreso (2003-2004): Jerónimo Cárdenas
- Belinda (2004): Roberto Arismendi
- Machos (2005-2006): Ángel Mercader
- Campeones de la vida (2006): Ciro Duarte
- El juramento (2008): Teodoro Robles Conde
- Mujer comprada (2009-2010): Abelardo Díaz-Lozano
- Entre el amor y el deseo (2010-2011): Alfredo Fontana
- Amor cautivo (2012-2013): Félix del Valle
- Amor sin reserva (2014): Uriel Olivaterra Díez

## Premios y reconocimientos

### Premios TVyNovelas
| Año  | Categoría               | Telenovela                   | Resultado |
| ---- | ----------------------- | ---------------------------- | --------- |
| 2000 | Mejor actor de reparto  | La vida en el espejo         | Ganador   |
| 1999 | Mejor actor de reparto  | Señora                       | Nominado  |
| 1990 | Mejor actor protagónico | La casa al final de la calle | Ganador   |
| 1987 | Mejor actor protagónico | La gloria y el infierno      | Nominado  |
| 1985 | Mejor actor             | La pasión de Isabela         | Nominado  |
| 1983 | Mejor actor             | Vanessa                      | Nominado  |

### Premios Ariel
| Año  | Categoría                   | Película            | Resultado       |
| ---- | --------------------------- | ------------------- | --------------- |
| 1997 | Mejor actor                 | Luces de la noche   | Nominado        |
| 1996 | Mejor coactuación masculina | Doble indemnización | Nominado        |
| 1991 | Mejor actor                 | Rojo amanecer       | Ganador         |
| 1979 | Mejor actor                 | Bloody Marlene      | Nominado        |
| 1978 | Mejor actor                 | Matinée             | Nominado        |
| 1975 | Mejor actor                 | Meridiano 100       | Ganador         |
| 2019 | Trayectoria artística       | Ariel de Oro        | Premio de honor |